# Eryngium supinum
Eryngium supinum là một loài thực vật có hoa trong họ Hoa tán. Loài này được J.M.Black mô tả khoa học đầu tiên năm 1931.